# 대분노 (1977년 영화)
《대분노》(영어: Target of an Assassin 혹은 영어: Tigers Don't Cry, 영어: African Rage)는 남아프리카 공화국에서 제작된 피터 콜린슨 감독의 1976년 스릴러 영화이다. 앤서니 퀸 등이 출연하였고, 앨런 거니 등이 제작에 참여하였다. 존 버마이스터의 소설 "Running Scared"(1972)가 원작이다.

## 출연진
- 앤서니 퀸
- 존 필립 로
- 사이먼 사벨라
- 마리어스 베이어스
- 산드라 프린슬루

## 기타 제작진
- 의상: 존 람본